# SoundCloud
SoundCloud è un servizio musicale tedesco e sito web di music sharing, con sede a Berlino, che permette ai musicisti di collaborare, promuovere e distribuire la loro musica.
Fondata nel 2007 da Alexander Ljung ed Eric Wahlforss, SoundCloud è cresciuto fino a diventare uno dei più grandi servizi musicali in streaming sul mercato raggiungendo oltre 175 milioni di utenti mensili in tutto il mondo. SoundCloud offre abbonamenti gratuiti e a pagamento sulla piattaforma, disponibile per desktop e dispositivi mobili. SoundCloud ha influenzato l'industria musicale attraverso il successo di molti artisti che sono emersi dal servizio di condivisione musicale. Gli artisti sulla piattaforma sono in grado di distribuire gratuitamente le loro opere a cui possono accedere tutti gli utenti. SoundCloud ha ricevuto sostegno da molti investitori e altre piattaforme multimediali come Twitter, sebbene la stessa piattaforma di streaming abbia affrontato problemi di finanziamento e abbia licenziato molti dipendenti per rimanere redditizia.

## Storia
In origine, SoundCloud era nato a Stoccolma, ma è stato ufficialmente fondato a Berlino nel mese di agosto del 2007 da Alex Ljung e Eric Wahlforss.
I due fondatori volevano dare l'opportunità ai musicisti emergenti di condividere il loro talento con altre persone, ma successivamente il sito viene trasformato in un vero e proprio strumento editoriale completo che ha anche consentito ai musicisti di distribuire i loro brani musicali.
In pochi mesi, SoundCloud si è diffuso velocemente entrando così in competizione con Myspace.
Nel mese di aprile del 2009, SoundCloud ha ricevuto un finanziamento di 2500000 € da parte della Doughty Technology Ventures Hanson.
Nel mese di maggio del 2010, lo staff di SoundCloud ha annunciato di avere un milione di utenti registrati.
Nel mese di gennaio del 2011, è stato annunciato che SoundCloud aveva raccolto 10.000.000 di dollari di finanziamento da parte della Union Square Ventures e Index Ventures.
Il 15 giugno 2011, SoundCloud arriva a ben 5 milioni di utenti. A gennaio 2012, in soli 6 mesi, riesce a raddoppiare oltrepassando la soglia dei 10 milioni, arrivando a superare la quota di 15 milioni il 10 maggio 2012.
Nel luglio 2017 SoundCloud annuncia la chiusura delle sedi di Londra e San Francisco, causa la crisi che sta attraversando la società, licenziando così il 40% dei suoi dipendenti. Il 12 agosto la Raine Bank e Temasek fanno un maxi finanziamento a SoundCloud di 169,5 milioni di dollari, mentre nel frattempo Alex Ljung viene sostituito da Kerry Trainor come CEO, già fondatore di Vimeo.

## Le caratteristiche
Una caratteristica fondamentale di SoundCloud è quella di permettere agli artisti di caricare la propria musica con un URL modificabile, inoltre permette agli utenti di "sincronizzare" il proprio account a un altro sito (come Facebook, Twitter, YouTube ecc.) e di condividere le proprie canzoni appunto con altri siti. SoundCloud distribuisce musica utilizzando i widget e applicazioni. Gli utenti possono mettere i widget sul proprio sito web o blog, e poi SoundCloud automaticamente aggiorna ogni brano caricato. SoundCloud ha anche una API che consente di caricare brani direttamente da cellulari e smartphone e di scaricare le canzoni direttamente da SoundCloud.

### Industria musicale
SoundCloud è entrato per la prima volta nell'industria dello streaming musicale come un nuovo modo per gli artisti di condividere e promuovere la propria musica. Come piattaforma online, gli artisti possono pubblicare musica senza bisogno di una casa discografica o di un distributore. Gli utenti di SoundCloud sono sia ascoltatori che artisti, utilizzando la piattaforma insieme e creando uno spazio focalizzato sulla comunità. Le funzioni che consentono agli utenti di commentare, mettere mi piace e condividere brani permettono alla piattaforma di funzionare come un sito di social media anziché come un servizio di streaming. Nel 2018, i Grammy hanno iniziato a riconoscere artisti e la loro musica su SoundCloud. Il cambiamento da parte della Recording Academy è stato determinato dalla popolarità della piattaforma e dei suoi artisti. Chance the Rapper è un esempio di artista di SoundCloud che ha infranto gli schemi dell'industria; ha pubblicato il suo mixtape di debutto, 10 Day, su SoundCloud. In un'intervista con Vanity Fair, Chance ha spiegato come abbia deciso di non firmare con una major label e che fosse meglio per lui dare la sua musica "senza alcun limite".

### SoundCloud rap
Attraverso SoundCloud è stato creato un sotto-genere del rap. Artisti come XXXTentacion, Juice Wrld, Lil Uzi Vert, Playboi Carti, Ski Mask the Slump God, Lil Pump e Lil Peep sono emersi da SoundCloud e sono poi arrivati in cima alle classifiche di Billboard. Il suono creato era diverso dalla musica mainstream, con un suono più crudo e oscuro che deriva da una mancanza di produzione. Il SoundCloud rap è un suono lo-fi, guidato dalla melodia, distorto, con testi che di solito si concentrano sulla ripetizione e meno sul contenuto. Gli artisti di SoundCloud sono noti per avere un aspetto esagerato che include capelli colorati vivaci e tatuaggi sul viso. Questi rapper di SoundCloud si trovano nell'età compresa tra la fine dell'adolescenza e i primi vent'anni, con un forte seguito giovanile. Smokepurpp, un artista di SoundCloud, ha spiegato in un articolo di Rolling Stone come le prime canzoni che ha creato e pubblicato sulla piattaforma non sono state registrate con un microfono vero. La natura fai-da-te di SoundCloud ha permesso a milioni di artisti di pubblicare il loro lavoro senza l'attrezzatura da studio solitamente necessaria per fare musica. La libertà di caricare sulla piattaforma consente a molti rapper di SoundCloud di pubblicare brani in modo impulsivo o di pubblicare molti brani contemporaneamente. Ad esempio, Lil Uzi Vert era noto per caricare canzoni su SoundCloud in modo impulsivo, di solito senza dirlo a nessuno tranne alla sua sicurezza e ai suoi amici stretti. Il suono imperfetto creato da questi rapper di SoundCloud ha contribuito alla loro crescente popolarità e alla creazione di un sotto-genere del rap.